# Andrij Wojnarowskyj

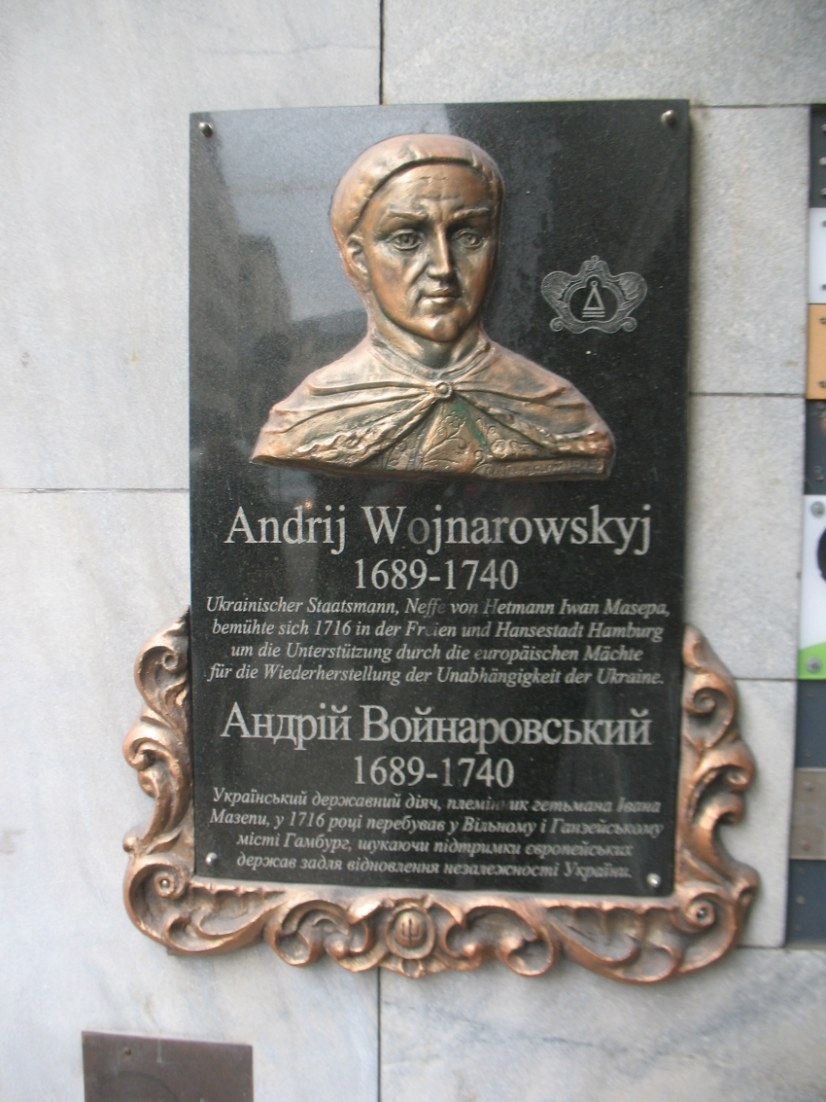
Gedenktafel für Andrij Wojnarowskyj in Hamburg, Große Johannisstraße 13, 2013

Andrij Iwanowytsch Wojnarowskyj (ukrainisch Андрій Іванович Войнаровський; * 1689 in Wolodymyr, Rzeczpospolita; † 1740 in Jakutsk, Russisches Kaiserreich) war ein Jessaul der Saporoger Kosakenarmee, ein Kämpfer für die Unabhängigkeit der Ukraine. Neffe von Hetman Iwan Masepa.

## Leben
Andrij Wojnarowskyj wurde in der Familie des Adligen Jan Wojnarowskyj geboren. Andrijs Mutter war Oleksandra Masepa, die Schwester des Hetmans Iwan Masepa. Andrij verbrachte seine Kindheit und Jugend am Hof seines Onkels Iwan Masepa. Er studierte am Kiew-Mohyla-Kolleg und an der Universität in Dresden. Während seines Studiums verbrachte er einige Zeit am Hof des sächsischen Kurfürsten August der Starke.
Nach seiner Rückkehr in die Ukraine engagierte ihn Iwan Masepa aktiv im öffentlichen Dienst. In den Jahren 1708–1709 war er ein Verbindungsmann zwischen Iwan Masepa und dem schwedischen König Karl XII. Im Juli 1709 folgte er dem Hetman ins Exil. Er beteiligte sich an der Ausarbeitung der Verfassung von Pylyp Orlyk im Jahr 1710. In den Jahren 1711–1712 befand er sich auf einer diplomatischen Mission von Karl XII. in Istanbul, wo er sich gleichzeitig mit den Aufgaben der ukrainischen Seite befasste. Im Jahr 1714 führte er diplomatische Missionen für den schwedischen König in Adrianopel aus. 1716 startete er in Hamburg eine aktive diplomatische Kampagne mit dem Ziel, England in das antirussische Bündnis einzubinden. Auf Befehl Peters des Großen verhaftete der Resident des Zaren in Hamburg, O. Rumjanzew, Wojnarowskyj und überführte ihn trotz der Proteste der Hamburger Regierung und gemeinsamer diplomatischer Demarchen der Regierungen Österreichs, Frankreichs und Schwedens nach Russland. Nach Verhören und längerer Haft in den Kasematten der Peter-und-Paul-Festung wurde Andrij Wojnarowskyj 1723 ins lebenslange Exil nach Jakutsk geschickt, wo er starb.
Im April 2011 wurde in der Großen Johannisstraße 13 in Hamburg eine Gedenktafel an Andrij Wojnarowskyj angebracht.